# Grote stroopoverstroming van Boston
De grote stroopoverstroming van Boston, ook wel bekend als de Great Molasses Flood of Boston Molasses Disaster, was een ramp die plaatsvond op 15 januari 1919 in de wijk North End in Boston, Massachusetts.
Een grote opslagtank gevuld met 8.700 kubieke meter melasse (een stroopachtig bijproduct van de productie van suiker uit suikerriet of suikerbieten, dus niet de stroop zoals men op pannenkoeken eet), met een gewicht van ongeveer 12.000 ton, barstte open en de resulterende golf van melasse snelde door de straten met een geschatte snelheid van 56 kilometer per uur, wat resulteerde in 21 doden en 150 gewonden. De ramp kwam in de lokale folklore terecht en bewoners beweerden decennia later dat het gebied op warme zomerdagen nog steeds naar melasse rook.

## Overstroming

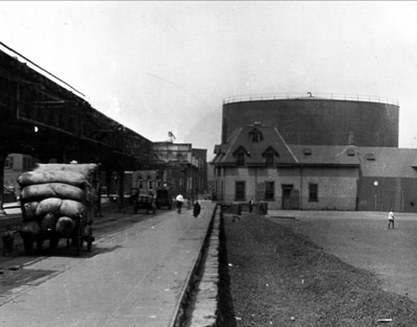
De opslagtank kort voor de ramp.

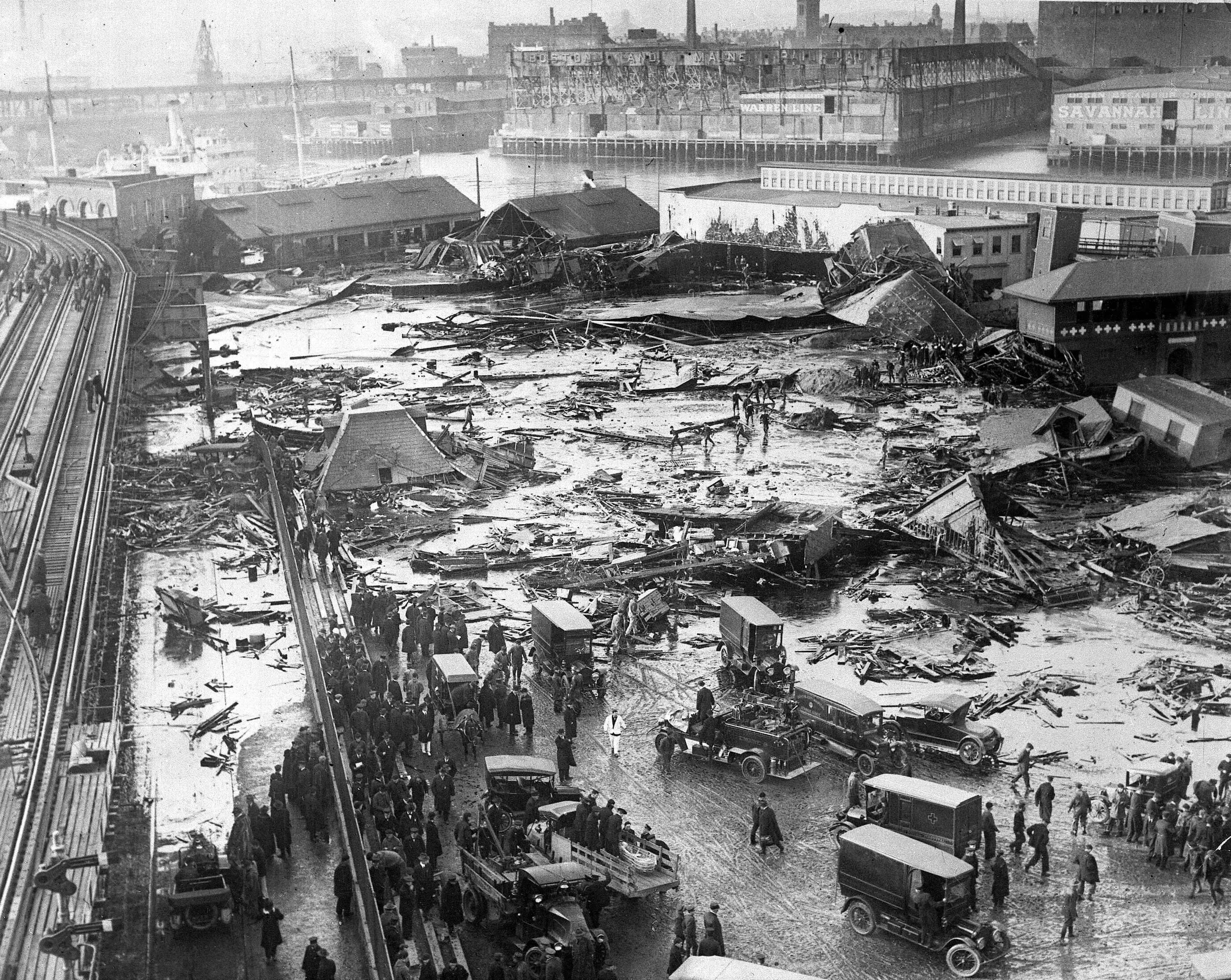
De rampplek. De tank stond iets boven het midden van de foto, naast het witte gebouw.

Melasse kan worden gefermenteerd om ethanol te produceren. Ethanol is het actieve ingrediënt in alcoholische dranken en een sleutelcomponent in munitie.
De ramp vond plaats in de Purity Distilling Company-faciliteit op 529 Commercial Street, nabij Keany Square. Een aanzienlijke hoeveelheid melasse was daar opgeslagen door het bedrijf, dat de Commercial Street-tank aan de haven gebruikte om melasse van schepen te lossen en op te slaan voor later vervoer per pijpleiding naar de Purity-ethanolfabriek tussen Willow Street en Evereteze Way in Cambridge. De melassetank was 15 meter hoog en 27 meter in diameter en bevatte 8,7 miljoen liter.
Op 15 januari 1919 was de temperatuur in Boston gestegen tot boven de 4°C, dit was snel ten opzichte van de strenge vorst van de voorgaande dagen. De vorige dag had een schip een nieuwe lading melasse afgeleverd, die was verwarmd om de viscositeit te verminderen zodat het kon worden overgepompt. Mogelijk barstte de tank open door de thermische uitzetting van de oudere, koudere melasse die zich al in de tank bevond, en stortte deze rond 12.30 uur in. Getuigen meldden dat ze de grond voelden trillen en een gebrul hoorden toen hij instortte, een laag gerommel vergelijkbaar met het passeren van een trein; anderen meldden een enorm gekraak, een diep gegrom, een donderslagachtige knal, en een geluid dat klonk als een machinegeweer toen de klinknagels uit de tank schoten.
Stephen Puleo beschrijft hoe nabijgelegen gebouwen van hun fundamenten werden geveegd en verpletterd. Verschillende straten werden overstroomd tot een diepte van 60 tot 90 cm. Puleo citeert een rapport van Boston Post:
Melasse, tot aan je middel, bedekte de straat en kolkte en borrelde rond het wrak. Hier en daar worstelde een vorm - of het een dier of een mens was, was onmogelijk te zeggen. Alleen een beroering, een geseling in de plakkerige massa, toonde aan waar enig leven was.... Paarden stierven als vliegen op plakkerig vliegenpapier. Hoe meer ze worstelden, hoe dieper ze in de puinhoop raakten. Mensen - mannen en vrouwen - leden eveneens.
De Boston Globe meldde dat mensen "werden opgepikt door een luchtstroom en vele meters werden weggeslingerd". Anderen kregen puin naar zich toe geslingerd door de zoetgeurende lucht. Een vrachtwagen werd opgelicht en kwam in de haven van Boston terecht. Na de eerste golf werd de melasse steeds stroperiger, verergerd door de lage temperaturen, waardoor de slachtoffers in de golf vast kwamen te zitten en het nog moeilijker werd om ze te redden. Ongeveer 150 mensen raakten gewond en 21 mensen en verschillende paarden werden gedood. Sommigen werden verpletterd en verdronken door de melasse of door het meegevoerde puin. Onder de gewonden waren mensen, paarden en honden; hoestbuien werden een van de meest voorkomende aandoeningen na de eerste ontploffing. Edwards Park schreef over de ervaring van een kind in een artikel uit 1983 voor Smithsonian:
Anthony di Stasio, die samen met zijn zussen van de Michelangeloschool naar huis liep, werd meegesleurd door de golf, bijna alsof hij aan het surfen was. Toen hij landde rolde de melasse, terwijl de golf afnam, hem als een kiezelsteen in het rond. Hij hoorde zijn moeder zijn naam roepen en kon niet antwoorden, zijn keel zat zo verstopt door de verstikkende klodder. Hij viel flauw, en toen hij zijn ogen open deed zag hij dat drie van zijn vier zussen hem aanstaarden.

## Nasleep
Als eerste ter plaatse waren 116 cadetten, onder leiding van luitenant-commandant HJ Copeland van USS Nantucket, een opleidingsschip van de Massachusetts Nautical School (nu de Massachusetts Maritime Academy) dat vlakbij bij de pier van de speeltuin was aangemeerd.
De cadetten renden naar de plaats des onheils en gingen de kniediepe vloed van melasse in om de overlevenden eruit te halen, terwijl anderen probeerden te voorkomen dat nieuwsgierige toeschouwers de reddingswerkers in de weg zouden lopen. Het personeel van de politie, het Rode Kruis, het leger en de marine van Boston arriveerde al snel. Sommige verpleegsters van het Rode Kruis doken in de stroop, terwijl anderen de gewonden verzorgden, warm hielden en de uitgeputte reddingswerkers voedden. Veel van deze mensen werkten de hele nacht door en de gewonden waren zo talrijk dat artsen en chirurgen een geïmproviseerd ziekenhuis in een nabijgelegen gebouw inrichtten. Redders vonden het moeilijk om door de melasse te komen om de slachtoffers te helpen, en er gingen vier dagen voorbij voordat ze stopten met zoeken; veel van de doden waren zo bedekt met melasse dat ze moeilijk te herkennen waren.
Andere slachtoffers werden meegesleurd in de haven van Boston en werden soms pas drie of vier maanden na de ramp gevonden.
In de nasleep van het ongeval spanden 119 inwoners een rechtszaak aan tegen de United States Industrial Alcohol Company (USIA), die Purity Distilling in 1917 had gekocht. Het was een van de eerste “class action” rechtszaken in Massachusetts en wordt beschouwd als een mijlpaal in het effenen van de weg voor moderne bedrijfsregulering.
Het bedrijf beweerde dat de tank was opgeblazen door anarchisten, omdat een deel van de geproduceerde alcohol zou worden gebruikt bij het maken van munitie. Maar een door de rechtbank aangestelde auditor vond USIA verantwoordelijk na drie jaar van hoorzittingen, en het bedrijf betaalde uiteindelijk $628.000 aan schadevergoeding (vergelijkbaar met $9,82 miljoen in 2021). Familieleden van de doden ontvingen naar verluidt ongeveer $7.000 per slachtoffer (gelijk aan $ 109.000 in 2021).

### Opruimen
Opruimploegen gebruikten zeewater van een blusboot om de melasse weg te spoelen en zand om het te absorberen, en de haven was tot de zomer bruin van de melasse. Het opruimen in de directe omgeving duurde weken, hoewel enkele honderden mensen bijdroegen aan de inspanning. Het duurde langer om de rest van Boston en zijn voorsteden schoon te maken. Reddingswerkers, schoonmaakploegen en pottenkijkers hadden melasse door de straten verspreid naar metro-perrons, de stoelen in treinen en trams, naar huizen en talloze andere plaatsen. Er werd gemeld dat "Alles wat een Bostoniaan aanraakte, kleefde."

## Oorzaken
Verschillende factoren kunnen hebben bijgedragen aan de ramp.
De eerste factor is dat de tank mogelijk vanaf de eerste dag dat hij werd gevuld in 1915 lekte. Ook was de tank slecht geconstrueerd en onvoldoende getest, en zou door de fermentatie in de tank de productie van koolzuurgas de inwendige druk hebben verhoogd. Warmer weer de vorige dag zou hebben geholpen bij het opbouwen van deze druk, aangezien de luchttemperatuur in die korte periode steeg van -17 tot 5°C. De storing deed zich voor bij een putdeksel nabij de bodem van de tank, en een scheur gerelateerd aan metaalmoeheid daar groeide mogelijk uit tot het kritieke punt.
Een onderzoek na de ramp bracht aan het licht dat Arthur Jell, de penningmeester van USIA, elementaire veiligheidstests verwaarloosde terwijl hij toezicht hield op de constructie van de tank. Ter controle op lekken had hij onvoldoende water gebruikt, en waarschuwingssignalen, zoals kreunende geluiden elke keer dat de tank werd gevuld genegeerd. Jell had geen architectonische of technische ervaring. Bij het vullen met melasse lekte de tank zo erg dat hij bruin werd geverfd om de lekkage te verhullen. Buurtbewoners verzamelden uitgelekte melasse voor hun huizen.
Een onderzoek uit 2014 paste een moderne technische analyse toe en ontdekte dat het staal half zo dik was als het had moeten zijn voor een tank van zijn formaat, zelfs met de lagere normen die destijds golden. Een ander probleem was dat het staal geen mangaan bevatte en daardoor brosser werd. De klinknagels van de tank waren blijkbaar ook gebrekkig en er vormden zich scheuren bij de klinknagelgaten.
In 2016 heeft een team van wetenschappers en studenten van Harvard University uitgebreid onderzoek gedaan naar de ramp en gegevens uit vele bronnen verzameld, waaronder krantenartikelen uit 1919, oude kaarten en weerberichten. De studentenonderzoekers bestudeerden ook het gedrag van koude glucosestroop die een schaalmodel van de getroffen buurt overstroomde. De onderzoekers concludeerden dat de berichten over de hoge snelheid van de overstroming geloofwaardig waren.
Twee dagen voor de ramp was er warmere melasse aan de tank toegevoegd, waardoor de viscositeit van de vloeistof afnam. De studie van Harvard concludeerde dat de melasse snel afkoelde terwijl het zich verspreidde en daardoor stroperiger werd terwijl het door de straten raasde, waardoor pogingen om slachtoffers te bevrijden voordat ze stikten, werden belemmerd.